# Podonomus reticulatus
Podonomus reticulatus är en tvåvingeart som beskrevs av Lars Zakarias Brundin 1966. Podonomus reticulatus ingår i släktet Podonomus och familjen fjädermyggor. Inga underarter finns listade i Catalogue of Life.